# Rhino Entertainment
A Rhino Entertainment Company (também conhecida por Rhino Records) é uma gravadora especializada norte-americana, detida pela Warner Music Group.